# Donovan Clingan
 Donovan John Clingan  (Bristol, 23 februari 2004) is een Amerikaans basketballer die sinds 2024 als center uitkomt voor de Portland Trail Blazers.

## Carrière
Clingan speelde collegebasketbal voor de UConn Huskies van 2022 tot 2024. Hij stelde zich in 2024 beschikbaar voor de NBA draft en werd als 7e in de eerste ronde gekozen door de Portland Trail Blazers, waar hij kort nadien een contract tekende. Op 23 oktober 2024 maakte Clingan zijn NBA-debuut in een wedstrijd tegen de Golden State Warriors. Gaandeweg in het seizoen 24/25 werd Clingan meer uitgespeeld als basisspeler. Clingan sloot zijn rookie-seizoen af met wedstrijdgemiddeldes van 6,5 punten, 1,1 assist en 7,9 rebounds per wedstrijd. Op het einde van het seizoen werd Clingan opgenomen in het NBA All-Rookie Second Team.

## Erelijst
- NBA All-Rookie Second Team: 2025

## Statistieken
| Legenda | Legenda                | Legenda | Legenda                 | Legenda | Legenda               |
| ------- | ---------------------- | ------- | ----------------------- | ------- | --------------------- |
| WG      | Wedstrijden gespeeld   | WS      | Wedstrijden als starter | MPW     | Minuten per wedstrijd |
| FG%     | Fieldgoal-percentage   | 3P%     | Drie-punterpercentage   | VW%     | Vrije-worppercentage  |
| RPW     | Rebounds per wedstrijd | APW     | Assists per wedstrijd   | SPW     | Steals per wedstrijd  |
| BPW     | Blocks per wedstrijd   | PPW     | Punten per wedstrijd    | Vet     | Hoogste in carrière   |

### Regulier NBA-seizoen
| Seizoen  | Team                   | WG | WS | MPW  | FG%  | 3P%  | FW%  | RPW | APW | SPW | BPW | PPW |
| -------- | ---------------------- | -- | -- | ---- | ---- | ---- | ---- | --- | --- | --- | --- | --- |
| 2024/25  | Portland Trail Blazers | 67 | 37 | 19,8 | 53,9 | 28,6 | 59,6 | 7,9 | 1,1 | 0,5 | 1,6 | 6,5 |
| Carrière | Carrière               | 67 | 37 | 19,8 | 53,9 | 28,6 | 59,6 | 7,9 | 1,1 | 0,5 | 1,6 | 6,5 |